# Пузеево (Орловская область)
Пузе́ево — деревня в Кромском районе Орловской области России. Входит в состав Красниковского сельского поселения.
Расположена по двум берегам реки Тишинка.
Находится в 17 километрах от административного центра — посёлка городского типа Кромы (Орловская область), на расстоянии 3 километра от дороги Дмитровск — Кромы.
В ходе Великой Отечественной войны была оккупирована немецкими войсками. Освобождена 4 августа 1943 года силами 106-й танковой бригады 6-го Гвардейского танкового корпуса 3-й Гвардейской танковой армии.
Имеется магазин, до которого ведет асфальтированная дорога от дороги Дмитровск — Кромы.

## Население
| 2002 | 2010 |
| ---- | ---- |
| 116  | ↘60  |